# James Forbes (kosárlabdázó)
James Ricardo Forbes (Fort Rucker, Alabama, 1952. július 18. – El Paso, Texas, 2022. január 21.) olimpiai ezüstérmes amerikai kosárlabdázó.

## Pályafutása

### Klubcsapatban
A texasi El Pasóban, a Bel Air középiskolában érettségizett. Az 1972-es müncheni olimpián ezüstérmet szerzett az amerikai válogatott tagjaként. Az 1974-es NBA draft negyedik körében a Chicago Bulls draftolta, de soha nem játszott profiként. Később az UTEP Miners segédedzője volt, majdt középiskolai kosárlabdaedzőként tevékenykedett El Pasóban. 
2022. január 21-én hunyt el koronavírus-fertőzés szövődményei miatt hunyt el El Pasóban.

## Sikerei, díjai
Egyesült Államok
- Olimpiai játékok
  - ezüstérmes: 1972, München